# Freinville - Sevran (tramway d'Île-de-France)
Ne doit pas être confondu avec Gare de Sevran - Beaudottes ou Gare de Sevran - Livry.
Freinville - Sevran est une gare ferroviaire française de la ligne de Bondy à Aulnay-sous-Bois (dite ligne des Coquetiers), située à Freinville, quartier de la commune de Sevran, dans le département français de la Seine-Saint-Denis en région Île-de-France.
Elle est mise en service en 1899 par la Compagnie des chemins de fer de l'Est pour desservir les ateliers Westinghouse. La principale activité de l'entreprise était le frein ferroviaire ; la halte, puis ce quartier de Sevran lui doivent le nom de « Freinville ».
Réaménagée, elle est rouverte en 2006, comme halte voyageurs (dite station) de la Société nationale des chemins de fer français (SNCF) desservie par des tram-trains de la ligne 4 du tramway d'Île-de-France.

## Situation ferroviaire
Établie à environ 55 mètres d'altitude, la gare de « Freinville - Sevran » est située au point kilométrique (PK) 6,0 de la ligne de Bondy à Aulnay-sous-Bois (dite ligne des Coquetiers), entre les gares de L'Abbaye et de Rougemont - Chanteloup.

## Histoire

### Première gare
En 1891, la compagnie Westinghouse, à l'étroit dans ses installations provisoires du quai de Jemmapes, décida d'installer un atelier modèle sur cinq hectares situés dans la forêt de Bondy sur les communes de Sevran et de Livry. Ce terrain triangulaire est bordé par la forêt, le chemin de fer de Bondy à Aulnay-lès-Bondy et une avenue forestière appelée l’avenue de Rougemont. 

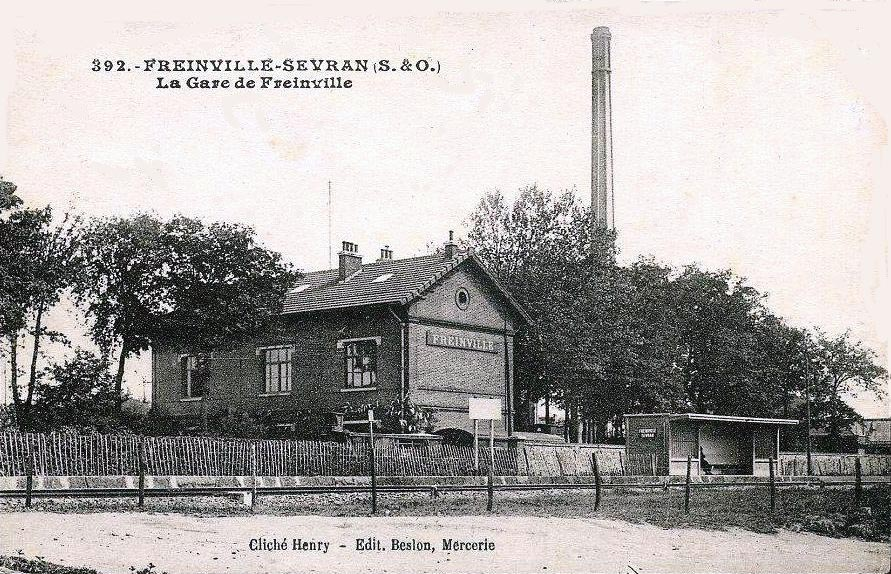
La gare de Freinville vers 1900.

En 1893, le site est déjà appelé « Freinville », du fait qu'elle construit des freins américains et qu'il y a déjà à proximité le début d'un quartier nécessaire au logement des ouvriers. Cette même année, la Compagnie des chemins de fer de l'Est décide de créer une halte à Freinville afin de faciliter la venue d'ouvriers ayant Paris comme lieu d'habitation.
La « halte de Freinville » est mise en service en 1899.
Le 5 octobre 1902, le conseil municipal de Sevran remercie la Société civile de Dreux qui a construit, à ses frais avec l'autorisation de la Compagnie de l'Est, un abri pour les voyageurs à la halte de Freinville.
En 2002, sous le nom de « gare de Freinville », elle est desservie par une navette exploitée avec des RIB.
En 2014, selon les estimations de la SNCF, la fréquentation annuelle de la gare est de 934 200 voyageurs.

### Station du tram-train
Le projet de modernisation de la ligne de Bondy à Aulnay-sous-Bois (dite ligne des Coquetiers) aboutit à la réalisation d'un « Tram-train d'Aulnay à Bondy », premier de ce type en France.
La gare de « Freinville - Sevran » est rouverte par la Société nationale des chemins de fer français (SNCF) lors de l'inauguration du tram-train de la ligne T4, le 18 novembre 2006.

## Service des voyageurs

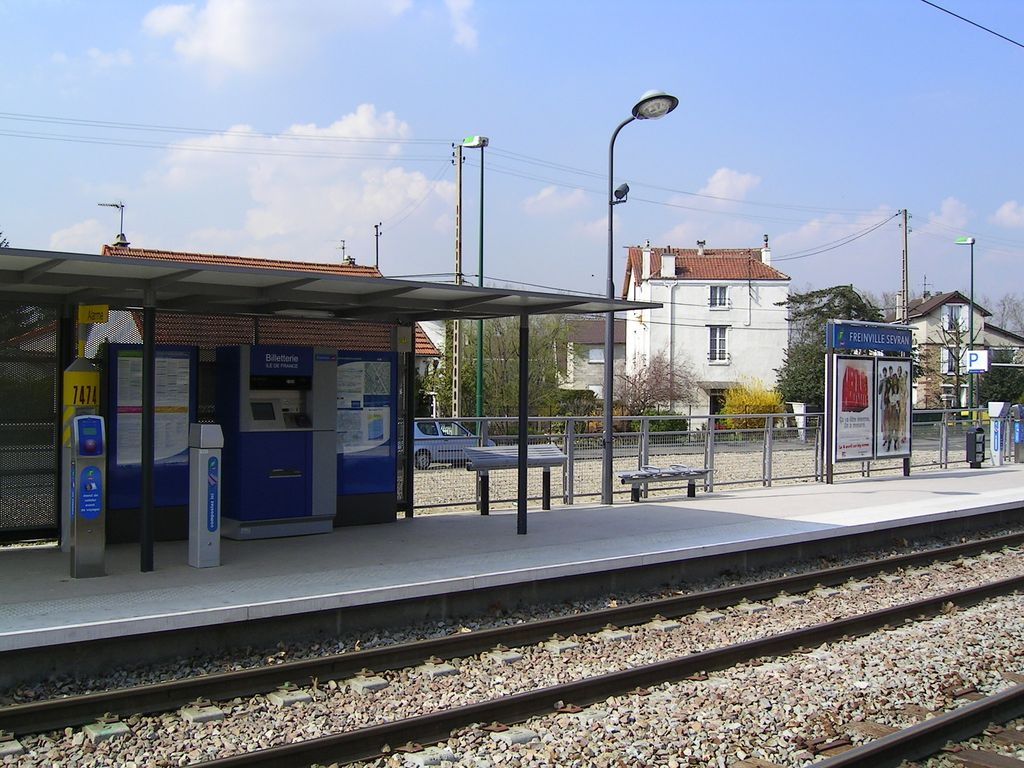
La station en 2007.

### Accueil
Halte ou station SNCF, c'est un point d'arrêt non géré (PANG) à accès libre. Elle dispose de deux quais, de 75 mètres de long chacun, pour desservir les voies V1TT et V2TT. Elle est équipée d'abris sur chacun des quais et d'automates pour l'achat et le compostage de titres de transport. C'est une station accessible « en toute autonomie » par les personnes en fauteuil roulant.

### Desserte
La station de Freinville - Sevran est desservie par des tram-trains de la relation Bondy - Aulnay-sous-Bois (ligne T4) à raison d'un tram-train toutes les 6, 9 ou 15 minutes suivant les horaires.

### Intermodalité
Les accès sont optimisés pour les déplacements doux piétons et cyclistes. La station est desservie par des bus du réseau TRA (lignes 605 et 613) et par ceux de la ligne Express 100 Chelles.